# مونولوگ درونی قسمت ۱
مونولوگ درونی قسمت ۱ (به انگلیسی: Inner Monologue Part 1) یک آلبوم چندآهنگه از هنرمند اهل ایالات متحده آمریکا جولیا مایکلز است. این آلبوم در ۲۴ ژانویه ۲۰۱۹ توسط ریپابلیک رکوردز منتشر شد. این آلبوم حاوی شش آهنگ است که بعضی از آن‌ها با همکاری سلنا گومز و نایل هوران اجرا شده‌است. مایکلز در تابستان ۲۰۱۹ برای تبلیغ این آلبوم یک تور راه‌اندازی کرد.